# Galería de correspondencias matemáticas
Una correspondencia matemática es una relación binaria entre dos conjuntos, que pueden cumplir o no cuatro propiedades:
1. Unicidad de imagen: los elementos del conjunto inicial que tienen imagen tienen una sola imagen.
2. Existencia de imagen: paro todo elemento del conjunto inicial existe algún elemento del conjunto final que es su imagen.
3. Unicidad de origen: los elementos del conjunto final que tienen origen tienen un solo origen.
4. Existencia de origen: para todo elemento del conjunto final existe algún elemento del conjunto inicial que es su origen.

Dada la importancia de estos conjuntos, a continuación se presenta una galería de ejemplos de los tipos y subtipos de correspondencias matemáticas, empleando la propia teoría de conjuntos para su presentación.
Donde:
C: correspondencia.
U: correspondencia unívoca.
B: correspondencia biunívoca.
A: aplicación matemática.
S: aplicación sobreyectiva.

## Galería
Una correspondencia, entre dos conjuntos, puede cumplir cuatro propiedades:
1. Unicidad de imagen.
2. Existencia de imagen.
3. Unicidad de origen.
4. Existencia de origen.

Estas cuatro propiedades son independientes pudiendo cumplirse o no cada una de ellas independiente mente de las demás, esto da lugar a 16 posibles casos diferentes, de estos 16 casos solo siete tienen nombre:
1. Correspondencia
2. Correspondencia unívoca
3. Correspondencia biunívoca
4. Aplicación matemática
5. Aplicación inyectiva
6. Aplicación sobreyectiva
7. Aplicación biyectiva

Podemos ver una galería de ejemplos de cada uno de los casos.

### Correspondencia
Dados dos conjuntos donde algún elemento del conjunto inicial está relacionado con algún elemento del conjunto final, esa relación es una correspondencia.
|  |  |  |  |

|  |  |  |  |

|  |  |  |  |

|  |  |  |  |

### Correspondencia unívoca
Una correspondencia que cumple la unicidad de imagen es una correspondencia unívoca, las correspondencias unívocas son un subconjunto de las correspondencias.
|  |  |  |  |

|  |  |  |  |

### Correspondencia biunívoca
Una correspondencia biunívoca es la correspondencia que cumple la unicidad de imagen y de origen, esto es una correspondencia biunívoca en una correspondencia unívoca que cumple la unicidad de origen. La correspondencias biunívocas son un subconjunto de las correspondencias unívocas.
|  |  |  |  |

### Aplicación matemática
Una aplicación matemática es una correspondencia que cumple la unicidad y la existencia de imagen, esto es una aplicación es una correspondencia unívoca que cumple la unicidad de imagen.
|  |  |  |  |

### Aplicación sobreyectiva
Una aplicación es sobreyectiva, si cumple la unicidad y existencia de imagen y la existencia de origen, o lo que es lo mismo es una aplicación que cumple la existencia de origen.
|  |  |

### Aplicación inyectiva
Una aplicación es inyectiva, si cumple la unicidad y existencia de imagen y la unicidad de origen, o lo que es lo mismo es una aplicación que cumple la unicidad de origen. Las aplicaciones inyectives son la intersección entre las aplicaciones matemáticas y la correspondencias biunívocas.
|  |  |

### Aplicación biyectiva
Una aplicación es biyectiva, si cumple la unicidad y existencia de imagen y la unicidad y existencia de origen, o lo que es lo mismo es una aplicación que cumple la unicidad y la existencia de origen. Las aplicaciones biyectivas son la intersección entre las aplicaciones sobreyectivas e inyectivas.
|  |

## Correspondencia en negativo
Podemos ver las correspondencias que cumplen alguna de sus propiedades, en positivo, como en las secciones anteriores, pero también se pueden plantear las correspondencias que no cumplen alguna propiedad, en negativo, lo que nos permite un punto de vista alternativo.

### Correspondencia no unívoca
Una correspondencia que no cumple la unicidad de imagen es una correspondencia no unívoca, las correspondencias no unívocas son el complemento de las correspondencias unívocas.
|  |  |  |  |

|  |  |  |  |

### Correspondencia unívoca no biunívoca
Una correspondencia que cumple la unicidad de imagen es una correspondencia unívoca y si no cumple la unicidad de origen es no biunívoca.
|  |  |  |  |

### Correspondencia no aplicación
Una correspondencia no es aplicación matemática si no cumple la existencia o la unicidad de imagen.
|  |  |  |  |

|  |  |  |  |

|  |  |  |  |

### Correspondencia unívoca no aplicación
Una correspondencia es unívoca y no es una aplicación si cumple la unicidad de imagen y no cumple la existencia de imagen.
|  |  |  |  |

### Aplicación matemática no sobreyectiva
Una aplicación matemática no sobreyectiva es la correspondencia que cumple la unicidad y la existencia de imagen y no la existencia de origen.
|  |  |

### Aplicación matemática no inyectiva
Una aplicación matemática no inyectiva es la correspondencia que cumple la unicidad y la existencia de imagen y no la unicidad de origen.
|  |  |

### Aplicación matemática no biyectiva
Una aplicación matemática no biyectiva es la correspondencia que cumple la unicidad y la existencia de imagen y no la unicidad o la existencia de origen.
|  |  |  |